# Alberto Tomba
Alberto Tomba, anomenat la Bomba, (San Lazzaro di Savena, Itàlia 1966) és un esquiador alpí italià, ja retirat, que destacà entre les dècades del 1980 i 1990.

## Biografia
Va néixer el 19 de desembre de 1966 a la població de San Lazzaro di Savena, situada a la província de Bolonya i la regió d'Emília-Romanya.

## Carrera esportiva
Va participar en els Jocs Olímpics d'Hivern de 1988 realitzats a Calgary (Canadà), on aconseguí guanyar la medalla d'or en la prova d'eslàlom gegant i eslàlom especial, i no pogué finalitzar la prova d'eslàlom supergegant. En els Jocs Olímpics d'Hivern de 1992 realitzats a Albertville (França) participà únicament en dues proves, aconseguint la medalla d'or en l'eslàlom gegant i la medalla de plata en l'eslàlom especial. En els Jocs Olímpics d'Hivern de 1994 realitzats a Lillehammer (Noruega) aconseguí guanyar la medalla de plata en l'eslàlom especial i no finalitzà la prova d'eslàlom gegant. Amb 31 anys participà en els Jocs Olímpics d'Hivern de 1998 realitzats a Nagano (Japó), si bé no aconseguí finalitzar cap de les dues proves disputades.
Al llarg de la seva carrera aconseguí guanyar quatre medalles en el Campionat del Món d'esquí alpí, destacant les medalles d'or aconseguides el 1996 a Sierra Nevada en les modalitats d'eslàlom i eslàlom gegant.
El 1998 fou guardonat amb el premi Marca Leyenda. En els Jocs Olímpics d'Hivern de 2006 realitzats a Torí (Itàlia) fou l'encarregat d'introduir la torxa olímpica a l'estadi olímpic durant la cerimònia d'obertura dels Jocs.

### Resultats a la Copa del Món
Al llarg de la seva carrera esportiva Tomba ha aconseguit 50 victòries en la Copa del Món d'esquí alpí: 35 en eslàlom i 15 en eslàlom gegant, incloent set victòries consecutives en eslàlom entre els anys 1994 i 1995.
| Temporada | disciplina     |
| --------- | -------------- |
| 1988      | Eslàlom Gegant |
| 1988      | Eslàlom        |
| 1991      | Eslàlom Gegant |
| 1992      | Eslàlom Gegant |
| 1992      | Eslàlom        |
| 1994      | Eslàlom        |
| 1995      | General        |
| 1995      | Eslàlom Gegant |
| 1995      | Eslàlom        |

| Data                   | Seu                  | Disciplina     |
| ---------------------- | -------------------- | -------------- |
| 27 de novembre de 1987 | Sestriere            | Eslàlom        |
| 29 de novembre de 1987 | Sestriere            | Eslàlom Gegant |
| 13 de desembre de 1987 | Alta Badia           | Eslàlom Gegant |
| 16 de desembre de 1987 | Madonna di Campiglio | Eslàlom        |
| 20 de desembre de 1987 | Kranjska Gora        | Eslàlom        |
| 17 de gener de 1988    | Bad Kleinkirchheim   | Eslàlom        |
| 19 de gener de 1988    | Saas Fee             | Eslàlom Gegant |
| 19 de març de 1988     | Åre                  | Eslàlom        |
| 22 de març de 1988     | Oppdal               | Eslàlom        |
| 11 de desembre de 1988 | Madonna di Campiglio | Eslàlom        |
| 29 de novembre de 1989 | Waterville Valley    | Eslàlom        |
| 8 de març de 1990      | Geilo                | Eslàlom        |
| 12 de març de 1990     | Sälen                | Eslàlom        |
| 11 de desembre de 1990 | Sestriere            | Eslàlom        |
| 16 de desembre de 1990 | Alta Badia           | Eslàlom Gegant |
| 21 de desembre de 1990 | Kranjska Gora        | Eslàlom Gegant |
| 1 de març de 1991      | Lillehammer          | Eslàlom Gegant |
| 9 de març de 1991      | Aspen                | Eslàlom Gegant |
| 21 de març de 1991     | Waterville Valley    | Eslàlom Gegant |
| 23 de novembre de 1991 | Park City            | Eslàlom Gegant |
| 24 de novembre de 1991 | Park City            | Eslàlom        |
| 10 de desembre de 1991 | Sestriere            | Eslàlom        |
| 15 de desembre de 1991 | Alta Badia           | Eslàlom Gegant |
| 5 de gener de 1992     | Kranjska Gora        | Eslàlom        |
| 19 de gener de 1992    | Kitzbühel            | Eslàlom        |
| 26 de gener de 1992    | Wengen               | Eslàlom        |
| 20 de març de 1992     | Crans-Montana        | Eslàlom Gegant |
| 22 de març de 1992     | Crans-Montana        | Eslàlom        |
| 9 de gener de 1993     | Garmisch             | Eslàlom        |
| 5 de desembre de 1993  | Stoneham             | Eslàlom        |
| 14 de desembre de 1993 | Sestriere            | Eslàlom        |
| 30 de gener de 1994    | Chamonix             | Eslàlom        |
| 6 de febrer de 1994    | Garmisch             | Eslàlom        |
| 4 de desembre de 1994  | Tignes               | Eslàlom        |
| 12 de desembre de 1994 | Sestriere            | Eslàlom        |
| 20 de desembre de 1994 | Lech am Arlberg      | Eslàlom        |
| 21 de desembre de 1994 | Lech am Arlberg      | Eslàlom        |
| 22 de desembre de 1994 | Alta Badia           | Eslàlom Gegant |
| 6 de gener de 1995     | Kranjska Gora        | Eslàlom Gegant |
| 8 de gener de 1995     | Garmisch             | Eslàlom        |
| 15 de gener de 1995    | Kitzbühel            | Eslàlom        |
| 22 de gener de 1995    | Wengen               | Eslàlom        |
| 4 de febrer de 1995    | Adelboden            | Eslàlom Gegant |
| 18d e març de 1995     | Bormio               | Eslàlom Gegant |
| 19 de desembre de 1995 | Madonna di Campiglio | Eslàlom        |
| 22 de desembre de 1995 | Kranjska Gora        | Eslàlom        |
| 7 de gener de 1996     | Flachau              | Eslàlom        |
| 30 de gener de 1997    | Schladming           | Eslàlom        |
| 8 de gener de 1998     | Schladming           | Eslàlom        |
| 15 de març de 1998     | Crans Montana        | Eslàlom        |